# Uitlachtelevisie
Uitlachtelevisie is een term die in Vlaanderen gebruikt wordt om televisieprogramma's te beschrijven die volgens critici enkel worden gemaakt om de deelnemers aan het programma te kijk te zetten ter amusement van de kijkers. Bedoelde critici stellen dat programmamakers bewust op zoek gaan naar sociaal zwakkere kandidaten die de impact van een deelname aan een televisieprogramma niet goed kunnen inschatten, en dat deze mensen tegen zichzelf moeten worden beschermd.
De basis voor de uitlachtelevisie werd gelegd in de jaren 90 van de 20ste eeuw, met de opkomst van de meer extreme humaninterest-programma's  zoals Jambers (1991). Later volgden programma's als Sex voor de Buch (1997), en realityseries zoals Big Brother (1999). Door de populariteit van het genre ontstonden er aan het begin van de 21ste eeuw verschillende programma's in dezelfde trant, met mensen die zich – bedoeld of onbedoeld – op televisie blootgaven.
Eind 2011 sprak televisieproducent John de Mol de woorden ‘Uitlachtelevisie is verleden tijd’. Hij deed dit in het kader van zijn nieuwe talentenjacht The Voice. Het programma bevatte geen voorrondes meer waarin talentloze kandidaten door een jury belachelijk gemaakt werden, zoals in eerdere talentenjachten als Idols en X-Factor nog wel gebeurde. Liesbet Vrieleman, programmadirecteur bij de Vlaamse tv-zender VT4 gaf kort daarop in een interview aan dat haar zender zich in de toekomst minder op het uitlach-aspect wilde gaan richten, nu het productiehuis Woestijnvis de zender had overgenomen. Ook televisiemaker Paul Jambers sprak zich in die periode uit tegen realityseries: Ik kijk niet naar zulke programma's. Ik haat uitlachtelevisie. Ik heb altijd geprobeerd om getuigen op te tillen, niet om ze naar beneden te halen.
Televisieprogramma's als Komen Eten, Exotische Liefde en Superfans waarin naïeve deelnemers te kijk werden gezet, bleven echter onverminderd populair.
In Spanje wordt dit soort programma's, naast onder andere lynch-tv, gezien als telebasura. 